# Vazal

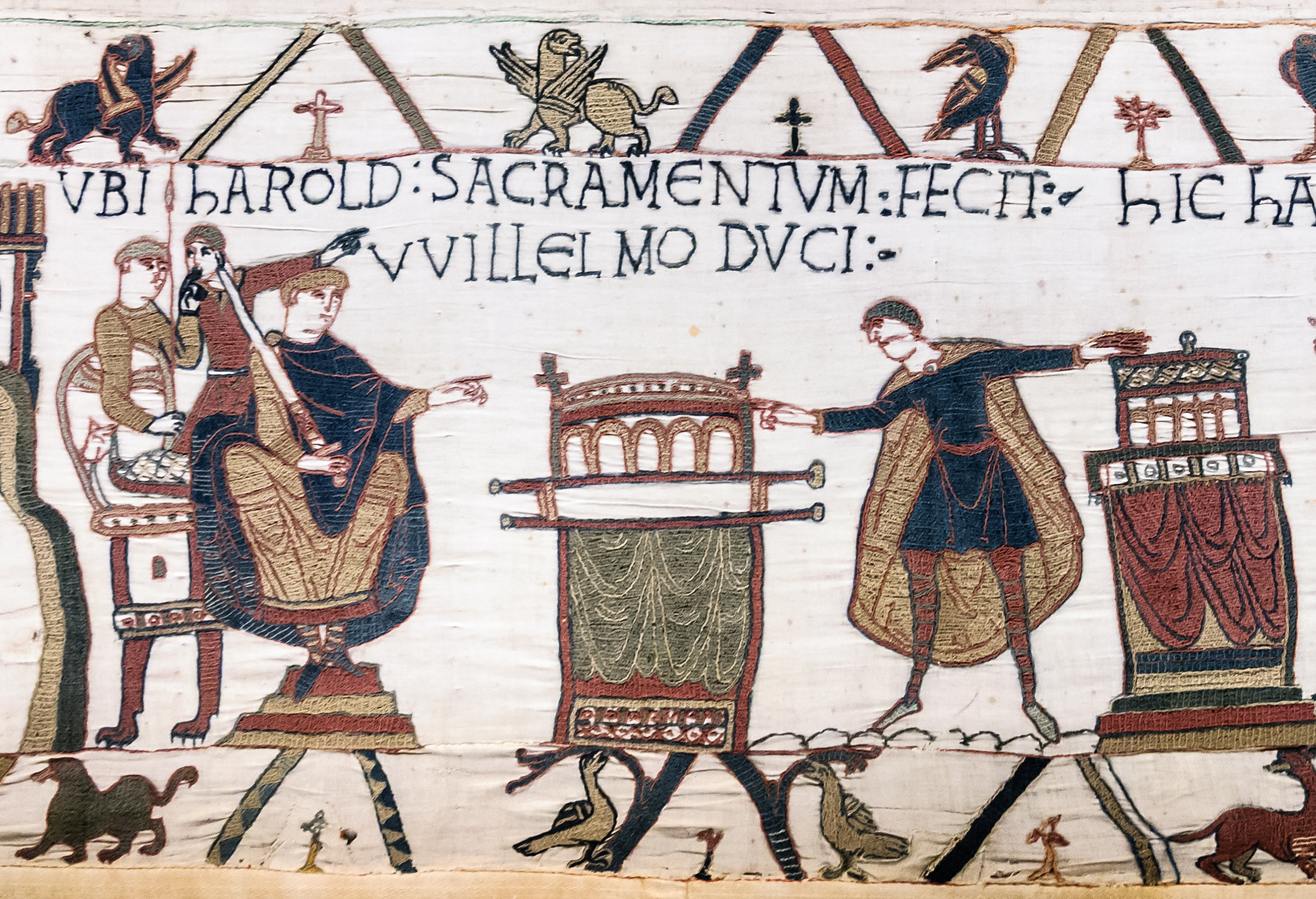
Vazal Harold přísahá na svaté relikvie věrnost svému pánu, vévodovi Vilému I. z Normandie; Tapisérie z Bayeux, 11. století

Označení vazal (česky také vasal, z keltského gwas a latinského vassus) vzniklo ve Franské říši a znamenalo osobní závazek (= vasalskou službu) svobodného člověka k jeho mocnému pánu a ochránci, zpravidla panovníkovi. Ten za určitou zápůjčku a službu svým vazalům poskytoval ochranu. 
Termín pochází z lenních vztahů, které tvořily podstatu feudálního státu, zejména ve středověké Evropě 5.–15. století. 
Vazal bylo označení pro osobu, které lenní pán (též označovaný jako vrchní vlastník nebo senior) propůjčil léno k užívání. Lénem mohla být půda, úřad, hodnost nebo právo. Vazal měl právo léno užívat jen se souhlasem lenního pána, kterému byl navíc vázán řadou povinností, například poplatky či vojenskou službou. Souhrn povinností vazala vůči lennímu pánu se označoval jako „věrnost“ (latinsky fidelitas), kterou vazal musel přísahat, a jejich porušení bylo důvodem k odnětí léna.
V přeneseném významu se užívá výraz vazal i v moderní době pro stav podřízenosti státu, instituci nebo jiné osobě v hanlivém slova smyslu. Tak např. Jan Masaryk označil Mussoliniho za Hitlerova vazala, o samostatném Slovensku v době 2. světové války se ve vztahu k nacistickému Německu hovoří jako o vazalském státu.